# Follow the Cipher
Follow The Cipher var ett svenskt heavy metal-band från Falun, aktiva mellan 2014 och 2021. De spelade symfonisk hårdrock, med inslag av power metal med kraftfull klar sång.
Gruppens enda fullängdsalbum, det självbetitlade Follow The Cipher släpptes den 11 maj 2018 till goda recensioner. Gruppen har även samarbetat tätt med Sabaton, där Follow the Cipher släppt en cover av Sabatons hitlåt Carolus Rex. I sin tur så gästade Sabatons vokalist Joakim Brodén låten Starlight från albumet Follow The Cipher. Efter albumsläppet turnerade gruppen med Amaranthe, där Grahn och Elize Ryd sjöng tillsammans på flera låtar. De var även förband åt Sabaton.
Den 30 oktober 2021 lämnade sångerskan Linda Toni Grahn gruppen efter en önskan att följa andra intressen, och ingen ersättare har hittills värvats.

## Diskografi

### Album
- 2018 – Follow The Cipher (album)

### Singlar
- 2021 – Rewind The Stars